# Empty Space
Empty Space è il trentunesimo album in studio del chitarrista statunitense Buckethead, pubblicato il 20 maggio 2011 dalla Hatboxghost Music.
Si tratta del secondo disco appartenente alla serie "Buckethead Pikes".

## Tracce
Musiche di Buckethead e Dan Monti.
1. Comb and Wattlles – 3:19
2. Wormers – 3:22
3. Empty Space – 4:21
4. Dummy Egg – 2:55
5. Pullets – 4:41
6. Perched – 3:19
7. Hatched – 3:22
8. Portable Pen – 2:22
9. Leghorn – 3:02
10. Scrape the Dirt Off – 1:12

## Formazione
Musicisti
- Buckethead – basso, chitarra
- Dan Monti – programmazione, basso aggiuntivo

Produzione
- Dan Monti – produzione, missaggio[1]
- Albert – produzione
- Psticks – illustrazione

## Date di pubblicazione
| Paese | Data           | Formati           |
| ----- | -------------- | ----------------- |
| Mondo | 20 maggio 2011 | Download digitale |
| Mondo | 14 luglio 2011 | CD                |